# Émile Lachapelle
Émile Henri Lachapelle (ur. 12 września 1905, zm. w lutym 1988) – szwajcarski wioślarz i żeglarz, dwukrotny złoty medalista igrzysk olimpijskich i mistrzostw Europy.
Lachapelle zdobył złote medale podczas mistrzostw Europy w wioślarstwie w rywalizacji dwójek ze sternikiem w 1922 w Barcelonie i w 1923 w Como. W obu przypadkach członkami jego osady byli Édouard Candeveau i Alfred Felber. Reprezentował Szwajcarię na Letnich Igrzyskach Olimpijskich 1924, odbywających się w Paryżu. Wraz ze swoimi partnerami z ME zdobył złoto w dwójce ze sternikiem, uzyskując w finale czas 8:39,0. Wraz z Émilem Albrechtem, Alfredem Probstem, Eugenem Siggem, Hansem Walterem i Walterem Looslim zdobył złoty medal w rywalizacji czwórek ze sternikiem. Lachapelle uczestniczył jedynie w finale, w którym osada szwajcarska uzyskała czas 7:18,4.
Podczas igrzysk 1948 w Londynie uczestniczył w zawodach żeglarskiej klasy 6 metrów. Załoga szwajcarskiego jachtu Ylliam VII, w skład której wchodzili także Henri Copponex, André Firmenich, Charles Stern, Marcel Stern i Louis Noverraz, zajęła 7. miejsce, z wynikiem 2736 punktów.